# Saint-Germain-la-Montagne
Saint-Germain-la-Montagne is een gemeente in het Franse departement Loire (regio Auvergne-Rhône-Alpes) en telt 206 inwoners (2005). De plaats maakt deel uit van het arrondissement Roanne.

## Geografie
De oppervlakte van Saint-Germain-la-Montagne bedraagt 12,5 km², de bevolkingsdichtheid is 16,5 inwoners per km².
De onderstaande kaart toont de ligging van Saint-Germain-la-Montagne met de belangrijkste infrastructuur en aangrenzende gemeenten.

## Demografie
Onderstaande figuur toont het verloop van het inwonertal (bron: INSEE-tellingen).